# Big Boy (EP)
Big Boy este primul EP al cântăreței quebeccheze Charlotte Cardin, lansat în 2016. Cardin a participat la turnee de promovare a EP-ului în Canada și Statele Unite în 2017.